# Бєлогор'є (станційне селище)
Білогор'я (рос. Белогорье) — залізнична станція, підпорядковане місту Благовєщенську Амурської області Російської Федерації. Розташоване на території українського історичного та етнічного краю Зелений Клин.
Входить до складу муніципального утворення Міський округ місто Благовєщенськ. Населення становить 27 осіб (2018).

## Населення
| 2002 | 2010 | 2012 | 2013 | 2014 | 2015 | 2016 |
| ---- | ---- | ---- | ---- | ---- | ---- | ---- |
| 37   | ↘22  | ↗23  | ↗31  | ↘30  | ↘29  | ↘27  |
| 2017 | 2018 |      |      |      |      |      |
| ↗28  | ↘27  |      |      |      |      |      |